# Open Wide
«Open Wide» es una canción realizada por el disc jockey y productor británico Calvin Harris, con la colaboración del rapero estadounidense Big Sean, incluida en el cuarto álbum de estudio de Harris, Motion. Fue lanzada el 27 de octubre de 2014, como segundo sencillo promocional del álbum después de «Slow Acid». Es la versión vocal de «C.U.B.A» , que estuvo en el EP de su sencillo «Blame». Alcanzó el número 23 en la lista de sencillos del Reino Unido. También supo ingresar en el top 40 de las listas de Alemania y Francia.

## Video musical
Es un vídeo cinemático con un tiroteo en el desierto, el cual muestra como dos lados opuestos se disparan el uno al otro y una bailarina baila en medio de la balacera esquivando balas con la destreza de Keanu Reeves en Matrix .

## Lista de canciones
| Descarga Digital - sencillo |                            |          |  |
| N.º                         | Título                     | Duración |  |
| 1.                          | «Open Wide» (con Big Sean) | 3:07     |  |

## Posicionamiento en las listas
| País           | Lista (2014)            | Mejor posición |
| -------------- | ----------------------- | -------------- |
| Alemania       | Media Control Charts    | 22             |
| Australia      | ARIA Singles Chart      | 77             |
| Austria        | Ö3 Austria Top 40       | 58             |
| Bélgica        | Ultratip flamenca       | 10             |
| Bélgica        | Ultratip valona         | 8              |
| Canadá         | Canadian Hot 100        | 52             |
| Escocia        | Scottish Singles Top 40 | 5              |
| Estados Unidos | Dance/Electronic Songs  | 12             |
| Francia        | SNEP Charts             | 37             |
| Irlanda        | Irish Singles Chart     | 63             |
| Reino Unido    | UK Singles Chart        | 23             |
| Reino Unido    | UK Dance Chart          | 6              |
| Suiza          | Schweizer Hitparade     | 41             |

## Historial de lanzamientos
| País        | Fecha                  | Formato           | Discográfica    |
| ----------- | ---------------------- | ----------------- | --------------- |
| Mundo       | 27 de octubre de 2014  | Descarga digital. | Fly Eye Records |
| Reino Unido | 3 de noviembre de 2014 | Descarga digital. | Fly Eye Records |